# Иво Русев
 Тази статия е за актьора.  За гребеца вижте Иво Русев (гребец).  
Иво Стайков Русев е български драматичен актьор.

## Биография
Роден е в Пловдив на 7 август 1943 г. През 1967 г. завършва актьорско майсторство при Методи Андонов във ВИТИЗ. През същата година дебютира в ролята на Василев от „Ураганът“ на Белоцерковски в Драматичения театър в Хасково, където работи до 1972 г. От 1972 г. е актьор в Драматичния театър в Пазарджик.

## Отличия
- Заслужил артист
- Орден „Св. св. Кирил и Методий“

## Роли
Иво Русев играе множество роли, по-значимите са:
- Йото – „Събота '23“ от Стефан Цанев
- Господин Пунтила – „Господин Пунтила и неговият слуга Мати“ от Бертолд Брехт
- Златил – „Боряна“ от Йордан Йовков
- Велчо-Свилен – „Свекърва“ от Антон Страшимиров
- Чиновникът – „Сако от велур“ от Станислав Стратиев
- Кочкарьов – „Женитба“ от Николай Гогол
- Тезей – „Сън в лятна нощ“ от Уилям Шекспир[1]

ТВ театър
- „Равна на четири Франции“ (1986) (Александър Мишарин)
- „Боряна“ (1982) (Йордан Йовков)

## Филмография
- „Руският консул“ (2-сер. тв, 1981) – Христо Г. Данов
- „Бой последен“ (1977) – Стойко
- „Апостолите“ (1976), 2 серии
- „Записки по българските въстания“ (1976-1980), 13 серии (в 2 серии: VII, VIII)
- „Неделните мачове“ (1975) – Стойко

## Отличия и награди
През 2009 г. „за особено значимите му заслуги за развитието на културата и изкуството“ е удостоен с орден „Св. св. Кирил и Методий“, огърлие.